# Dzyanis Kavalewski
Dzyanis Kavalewski (tiếng Belarus: Дзянiс Кавалеўскi; tiếng Nga: Денис Ковалевский; sinh 2 tháng 5 năm 1992 là một cầu thủ bóng đá Belarus hiện tại thi đấu cho Slavia Mozyr.